# Terrehault
Terrehault é uma comuna francesa na região administrativa do País do Loire, no departamento de Sarthe. Estende-se por uma área de 5.8 km². Em 2010 a comuna tinha 137 habitantes (densidade: 23,6 hab./km²).